# Cisco Systems
Cisco Systems, Inc. (NASDAQ: CSCO) este o corporație multinațională cu un număr de 66.000 de angajați și venituri anuale de peste 39 miliarde dolari SUA în 2008. Stabilită în San Jose, California, Cisco Systems se ocupă de proiectarea și realizarea tehnologiilor și serviciilor în domeniul telecomunicațiilor.
Cisco a început să figureze la bursa de valori Dow Jones Industrial Average începând de pe data de 8 iunie 2009. Acesta a înlocuit-o pe General Motors, care a fost declarată falită.

## Istoria corporativă

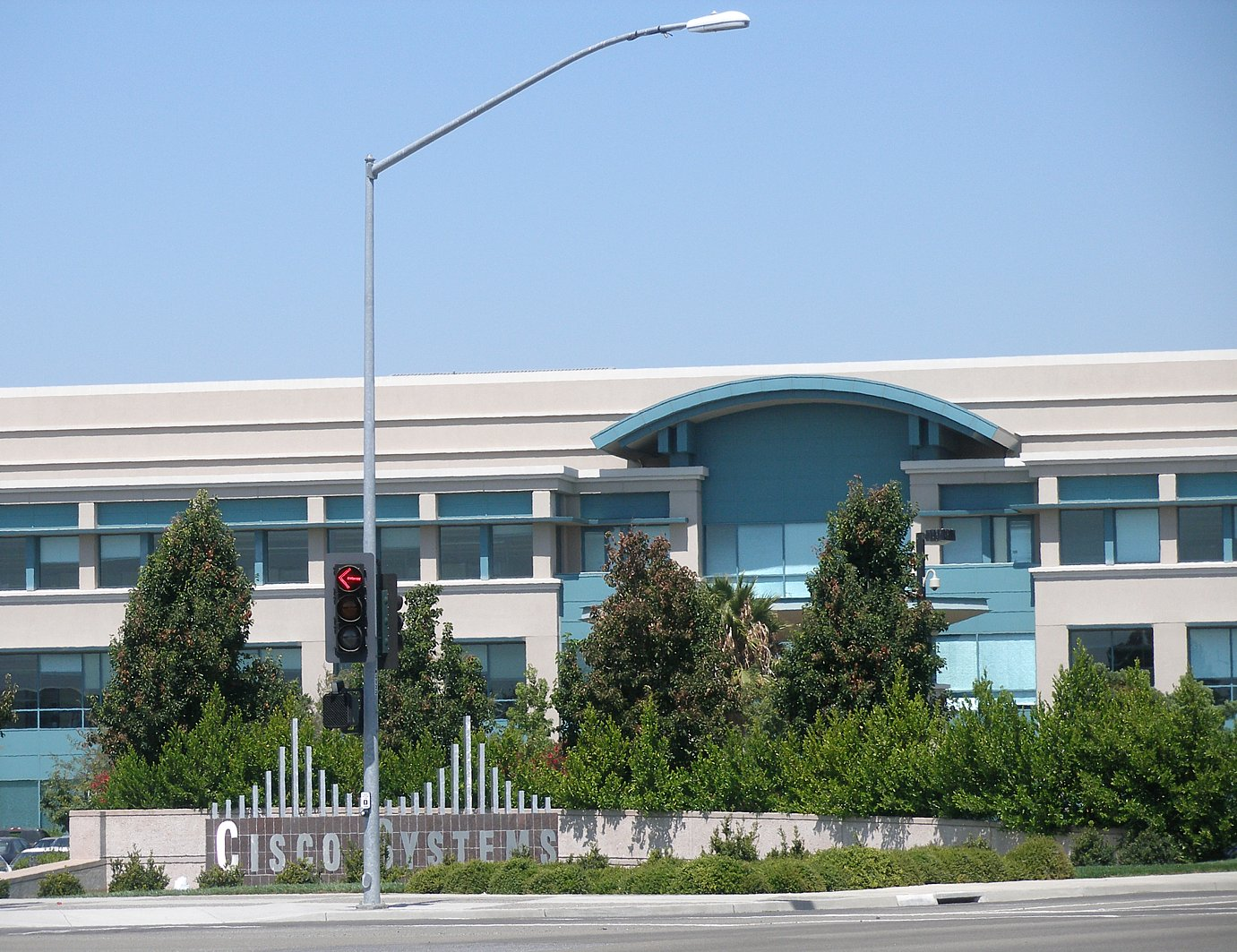
Una dintre clădirile ale Cisco Systems din campusul San Jose, California

Len Bosack și Sandy Lerner, un cuplu care au lucrat ca personal pentru operațiuni computaționale la Universitatea Stanford, mai apoi la ei a aderat șiRichard Troiano, care au fondat compania Cisco Systems în 1984 . Lerner a trecut la Schlumberger pentru a gestiona serviciile computaționale , apoi revine la Cisco în 1987. Numele "Cisco" a fost derivat de la numele orașului, San Francisco, care este motivul pentru care inginerii companiei au insistat cu privire la utilizarea literei mici "cisco" în primele zile. Pentru primul produs Cisco, Bosack a adaptat protocoalele de comunicare pentru sistemul de operare a routerului, care inițial au fost scrise câțiva ani înainte de către William Yeager, un alt angajat de la Stanford, care mai târziu a aderat la Sun Microsystems.
Deși Cisco nu a fost prima companie care a dezvoltat și a vândut un ruter,   ea fost una dintre primele  care a vândut cu  succes comercial routere care suportau mai multe protocoale de rețea. După ce Internet Protocol (IP) a fost adoptat pe scară largă, multi-protocolalelor de rutare au fost scoase din aplicare. Astăzi, cele mai mari rutere Cisco sunt, în primul rând folosite pentru a furniza pachetele IP și cadre MPLS.
În 1990, compania a fost listată la bursa de valori Nasdaq. Lerner a fost concediată; ca urmare Bosack renunță după ce a primit 200 milioane dolari. Cele mai multe dintre aceste profituri au fost date de caritate și apoi cei doi au divorțat. 
Cisco a achiziționat o varietate de companii pentru a aduce produse și talente în cadrul companiei. Mai multe achiziții, cum ar fi Stratacom, au fost cele mai mari pe timpurile acelea. În timpul apogeului Internetui, în 1999, compania Cisco a achiziționat Cerent Corp, o companie în curs de dezvoltare cu sediul în Petaluma, California, SUA,. A fost cea mai scumpă achiziție făcută de Cisco la momentul respectiv. Cu toate că nu fiecare achiziție este de succes, Cisco frecvent a reușit să integreze și să acumuleze venituri în urma achizițiilor sale, mai mult decât concurenții săi.
La sfârșitul lunii martie 2000, Cisco a fost cea mai valoroasă companie din lume, cu o capitalizare de piață de mai mult de 500 milioane dolari SUA.

## Vezi și
- Listă de companii dezvoltatoare de produse software antivirus comerciale